# 利維諾湖

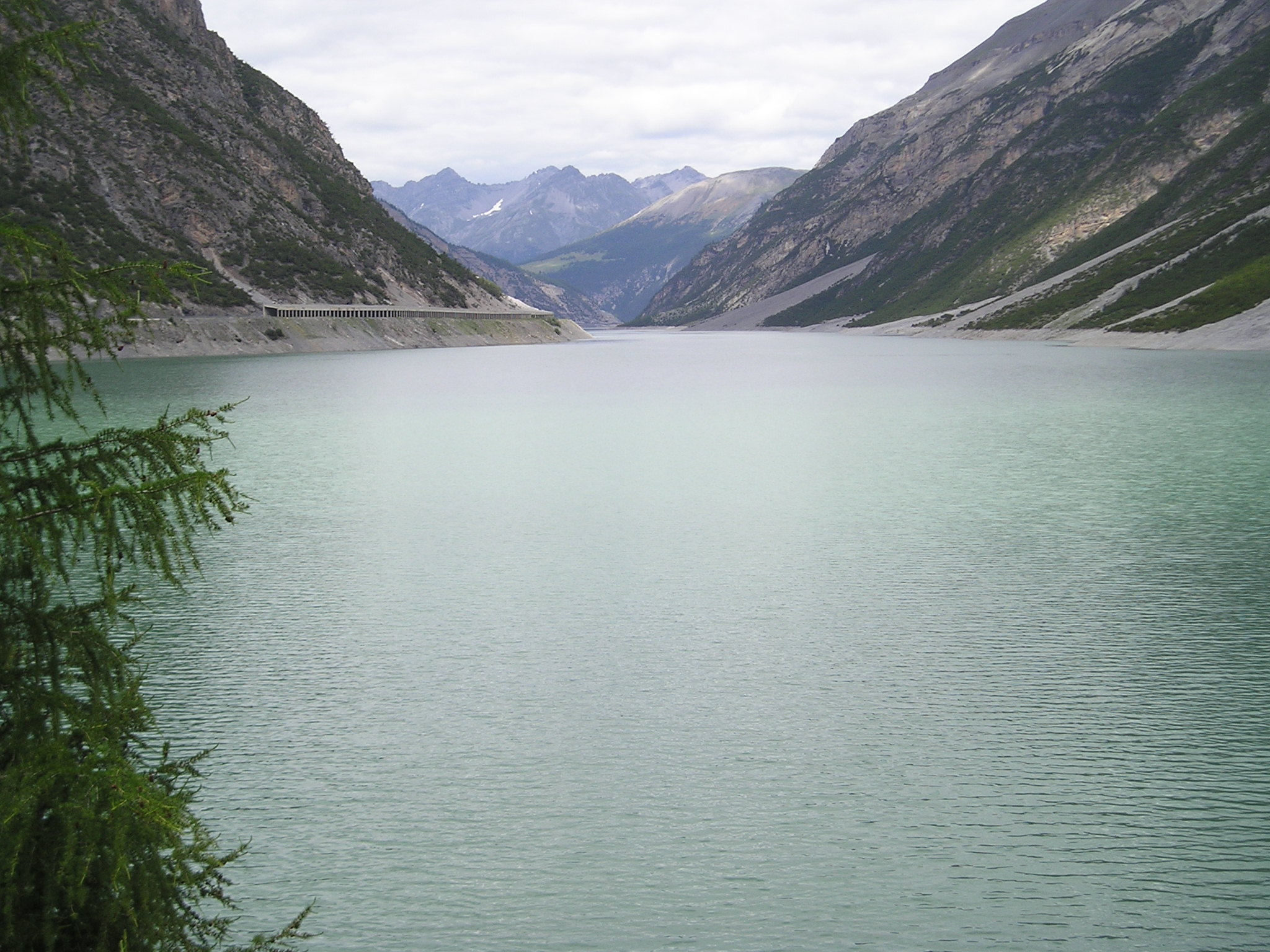

利維諾湖是歐洲中南部的湖泊，位於意大利和瑞士，面積4.71平方公里，集水區面積295平方公里，海拔高度119米，海拔高度1,805米，蓄水量1.6億立方米。
46°37′20″N 10°11′36″E / 46.62222°N 10.19333°E